# Camembert (fromage)
Cet article concerne les fromages du monde portant l'appellation générique « camembert ». Pour le fromage français portant l'appellation d'origine protégée « camembert de Normandie », voir Camembert de Normandie. Pour les autres significations, voir Camembert.
Camembert est une appellation générique qui désigne généralement un fromage à pâte molle et à croûte fleurie.
Commercialement, cette appellation d'origine normande ne fait l'objet d'aucune protection et se voit utilisée pour des fromages n'ayant parfois que peu de rapport avec le camembert originel. Dans le langage populaire, le camembert est parfois appelé « claquos », « clacos », « calendos ».
Pour se distinguer de cette multitude de fromages appelés « camembert » par leurs fabricants, la filière de production agricole normande du camembert originel a demandé et obtenu l'enregistrement en tant qu'AOP, une protection de l'Union européenne, de l'appellation d'origine « camembert de Normandie ». La production du lait et sa transformation en fromage sont assurées uniquement par cette filière composée d'agriculteurs producteurs fermiers et de transformateurs qui respectent le cahier des charges attaché à ce label officiel.
Le camembert est le second fromage le plus consommé en France (52 500 tonnes) derrière l'emmental (146 000 tonnes) (chiffres 2022),.

## Origines
Il a existé des fromages dans cette région bien avant la naissance de la célèbre Normande Marie Harel, en 1761. Dès 1554 et 1569, le fromage du pays d'Auge est cité. En 1708, Thomas Corneille évoque le fromage de Camembert dans un traité de géographie. Depuis le XVIIIe siècle, le camembert est devenu une référence. Selon Pierre Androuët, ce fromage frais de lait caillé écrémé et égoutté a été transformé par le secret de fabrication du fromage de brie, et son essor économique est lié à la proximité de stations balnéaires à la mode : le fromage trouva là une clientèle de touristes qui le fit découvrir à Paris. Selon la légende, historiquement peu crédible, l'histoire du fromage commencerait en octobre 1791, lorsque Marie Harel, une habitante de Camembert, aide le prêtre réfractaire alençonnais Charles-Jean Bonvoust à échapper aux républicains. Ce curé, prétendument originaire de Brie, l'aurait alors remerciée en lui révélant le secret de fabrication du fromage briard. Marie Harel (II), la fille de Marie Harel (I) et son époux Thomas Paynel, augmentèrent peu à peu la production de ce nouveau fromage. Napoléon III, lors d'un séjour effectué à Argentan, l'aurait goûté, apprécié et se le serait fait livrer au palais des Tuileries à Paris. C'est ainsi qu'aurait commencé la fortune du Camembert.

## Valeurs nutritionnelles moyennes
Selon les données de la table Ciqual (de l'Anses), le camembert se caractérise par une valeur énergétique peu élevée pour un fromage à pâte molle (281 kcal pour 100 g), inférieure à la valeur moyenne des fromages de ce type (Brie 297 kcal, Livarot 303 kcal, Carré de l'Est 327 kcal pour 100 g).
Le camembert possède des teneurs à peu près semblables en protéines et lipides, avec une absence de glucide. Ces protéines d'origine animale sont de bonne qualité et sont indispensables à la croissance et à l’entretien de la masse musculaire. Il fait partie des fromages les moins gras, excepté les fromages allégés.
Il est riche en vitamine A, B2, B9, B12 et D, ainsi qu'en calcium, phosphore, zinc et sodium - car il a une teneur en sel élevée.

## Impact environnemental
En liaison avec la base Ciqual, la base de données Agribalyse copilotée par l'ADEME et l'INRAE, fournit un dispositif de référence pour l'analyse environnementale des produits alimentaires. 
Le camembert possède un score environnemental PEF de 0,50 par kg. 
Son bilan carbone est de 5,49 kg CO2 eq/kg, semblable au bilan du brie, du chaource mais inférieur aux fromages à pâte pressée non cuite comme le cantal, le salers ou le laguiole (6,27 kg CO2 eq/kg) ou des fromages à pâte pressée cuite (comté, gruyère 6,27 kg CO2 eq/kg) ou des fromages à pâte dure (parmesan 6,27 kg CO2 eq/kg). Les fromages à pâte fraiche, plus riches en eau, ont des bilans carbone inférieurs ; par exemple, le fromage blanc nature est responsable de 3,68 kg CO2 eq/kg).

## Histoire

### Élément de la ration militaire
L'inclusion d'une portion de camembert dans la ration militaire, durant la Première Guerre mondiale contribue également à la diffusion du produit,.

### La bataille du lait cru
L'émergence de crises sanitaires alimentaires impliquant le lait cru ou pasteurisé est toujours possible. Ces crises peuvent fortement affecter les producteurs et les transformateurs. Il existe une divergence de points de vue dominants à propos des notions de « risques sanitaires » et de « qualité » entre la France et certains pays anglo-saxons (États-Unis, notamment). Le lait cru est perçu comme source de risques dans certains pays, et comme gage de qualité dans d'autres ; en 2007, le groupe Lactalis et la Coopérative Isigny-Sainte-Mère, les deux plus grands fabricants de camembert de Normandie, fabriquant alors 90 % du volume de cette appellation d’origine protégée, ont souhaité « momentanément » abandonner cette dernière pour n'avoir plus à en respecter les contraintes, pour des motifs sanitaires selon ces entreprises. Ceci se serait traduit par une chute des ventes de 6 500 tonnes en 2007 à 4 500 tonnes entre 2007 et fin 2008. Ne cédant pas à la pression des deux transformateurs industriels, le Syndicat des Fabricants de Camembert de Normandie a refusé de modifier son cahier des charges. La Coopérative Isigny-Sainte-Mère a finalement relancé une fabrication de camembert de Normandie, tout en maintenant une fabrication de « camembert générique » sous sa marque Le Médaillon issu de lait microfiltré. 
Le début des années 2000 verra la totale disparition des modestes productions paysannes de camembert de Normandie. 

### Production fermière
En 2021, quatre fermes assurent une production de camembert fermier de Normandie (AOP),,,.

## Fabrication

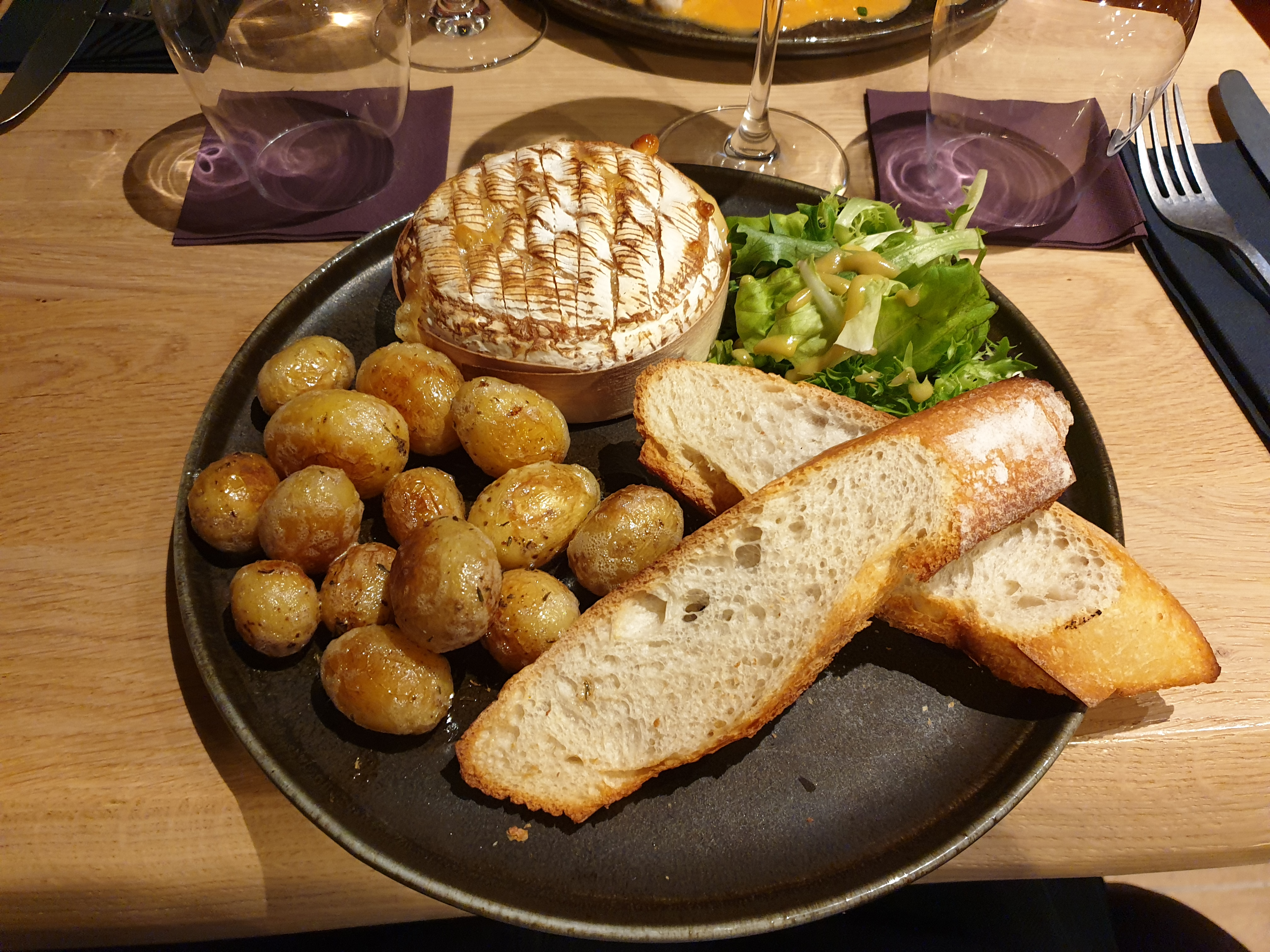
Camembert rôti et ses accompagnements.

Le lait est réchauffé à environ 37 °C puis ensemencé en levain (bactéries lactiques) avant d'être emprésuré. La coagulation prend environ 3/4 d'heure. Le fromage caillé est tranché en petits cubes, à l'aide d'un tranche-caillé. Laissé au repos, le lactosérum remonte à la surface. Il est soutiré par le fromager avant que le caillé soit mis en moule. Là, l'égouttage se poursuit et le moule donne sa forme circulaire au fromage. Le fromage est retourné à plusieurs reprises pour être égoutté uniformément.
Une fois formé, le fromage est déplacé vers le hâloir où commence l'affinage. La température et l'hygrométrie sont régulées afin de mettre les ferments lactiques dans les meilleures conditions de développement. Au bout de quelques jours apparaît un feutrage blanc.
À l'origine, la croûte du camembert était d'un bleu verdâtre taché de rouge. Le public parisien du début du XXe siècle le préférant plus blanc, on remplaça la moisissure responsable de la coloration du camembert par Penicillium candidum, une autre moisissure. Aujourd'hui le camembert n'est plus produit à partir de Penicillium camemberti mais par la moisissure créée in vitro par l'Institut Pasteur.

## Image du fromage
Symbole de son aura auprès du consommateur, il existe des collectionneurs de boîtes de camembert, les tyrosémiophiles. Avec la baguette de pain, il est un symbole international de la France.

### Quelques marques commerciales de fromages portant l'appellation «camembert»
- Le Rustique, Cœur de lion, Isigny-Sainte-Mère
- Président, Lanquetot, Bridel et Lepetit
- Bons Mayennais
- Fromagerie Gillot